# Beplessia
Beplessia is een geslacht van rechtvleugeligen uit de familie veldsprinkhanen (Acrididae). De wetenschappelijke naam van dit geslacht is voor het eerst geldig gepubliceerd in 1921 door Sjöstedt.

## Soorten
Het geslacht Beplessia  is monotypisch en omvat slechts de volgende soort:
- Beplessia dispar (Tepper, 1896)